# ENGETO
ENGETO s.r.o. je česká vzdělávací společnost zaměřená na oblast IT. Byla založena v roce 2016 v Brně a specializuje se na kurzy programování (Python, Java), testingu, datové analytiky a dalších digitálních dovedností. Jejím prostřednictvím mohou lidé získat nové digitální dovednosti, rozšířit ty stávající a nastartovat kariéru v oboru informačních technologií.

## Historie
Společnost ENGETO vznikla v roce 2016 jako odpověď na rostoucí poptávku po IT specialistech a zároveň nedostatek prakticky zaměřených kurzů pro úplné začátečníky i lidi měnící kariéru. První kurzy probíhaly formou víkendových školení v Brně a Praze, později firma rozšířila nabídku o online formáty a komplexní Akademie. Od roku 2017 je členem mezinárodní Linux Foundation a od roku 2024 členem Asociace pro umělou inteligenci (Asociace.ai).

## Aktivity
ENGETO nabízí online kurzy pro jednotlivce i školení pro firmy. Výuka probíhá ve vlastním online prostředí (ENGETO portále) a je dostupná i ze záznamu. Studenti mají přístup ke kariérnímu poradenství, nabídkám práce a zpětné vazbě od lektorů.
Společnost se také dlouhodobě věnuje komunitnímu vzdělávání – pořádá nebo spolupořádá odborné meetupy a hackathony. Mezi nejvýznamnější akce patří brněnský IT hackathon CodeBrew, na který ENGETO po několikaleté pauze navázalo v roce 2024 ve spolupráci s KBC Global Services, členem skupiny KBC Group. Akce se zaměřila na rozvoj digitálních dovedností a podporu talentu v oblasti finančních technologií.

## Vzdělávací portál
V roce 2017 ENGETO spustilo vlastní vzdělávací platformu, která slouží jako jednotné prostředí pro studium všech kurzů. Na jejím vývoji pracuje interní tým ENGETA. Platforma umožňuje studium vlastním tempem a kombinuje různé formy výuky – od interaktivních úloh, AI asistenta a procvičovacích cvičení až po práci na reálných projektech se zpětnou vazbou od lektorů.

## Vzdělávací nabídka
ENGETO se zaměřuje na kurzy programování a digitálních dovedností:
- Pythonu,
- Javy,
- datové analýzy,
- Linuxu,
- testování softwaru,
- front-endu (CSS, JavaScript, HTML, React)
- a dalších.

Nabízené kurzy a školení mají různé úrovně pokročilostí, od úplných začátečníků až po pokročilé. 

## Ocenění
V roce 2024 se společnost umístila na 45. místě jako nejrychleji rostoucí technologická firma v České republice v žebříčku Deloitte Technology Fast 50 Central Europe.